# Hereditäre Neuralgische Amyotrophie
Die Hereditäre Neuralgische Amyotrophie (HNA) ist eine sehr seltene angeborene Form der neuralgischen Amyotrophie, einer sehr seltenen Erkrankung der peripheren Nerven mit heftigsten Schmerzen und Muskelschwäche bis Muskelatrophie in den oberen Extremitäten und langsamer Erholung über Monate bis Jahre.
Synonyme sind: englisch Hereditary Brachial Plexus Neuropathy; Neuritis with Brachial Predilection
Die Erstbeschreibung stammt aus dem Jahre 1960 durch R. A. Taylor.

## Verbreitung
Die Häufigkeit wird mit 1 – 5 zu 10.000 angegeben, die Vererbung erfolgt autosomal-dominant. Männer sind 7 mal häufiger betroffen.

## Ursache
Der Erkrankung liegen bei der Hälfte Mutationen im SEPT9-Gen auf Chromosom 17 Genort q25.3 zugrunde.

## Klinische Erscheinungen
Klinische Kriterien sind:
- plötzlich einsetzender, heftiger Schmerz in Schulter und Oberarm
- Muskelschwäche bis Muskelatrophie der Schultermuskulatur
- bei 2 von 3 Betroffenen bleibende Schmerzen im Bewegungsapparat
- Hypotelorismus, schräge Lidspalten, Epikanthus, Gaumenspalte.
- im Verlauf entweder unvollständige Rückbildung mit neurologischen Restsymptomen oder Normalisierung mit Rezidiven in 75 %

## Diagnose
Die Diagnose kann humangenetisch durch den Mutationsnachweis erfolgen.

## Therapie
Die Behandlung erfolgt wie in Therapie und Prognose beschrieben.